# Oreopsyche plumella
Oreopsyche plumella är en fjärilsart som beskrevs av Jules Pièrre Rambur 1858. Oreopsyche plumella ingår i släktet Oreopsyche och familjen säckspinnare. Inga underarter finns listade i Catalogue of Life.